# Doug Clarke
Douglas Clarke (sinh ngày 19 tháng 1 năm 1934) là một cựu cầu thủ bóng đá người Anh thi đấu cho Darwen, Bury, Hull City, Torquay United và Bath City.